# Morne Trois Pitons
Le morne Trois Pitons est un volcan de la Dominique. Il s'élève à 1 387 mètres d'altitude au-dessus de la capitale Roseau.
Le parc national de Morne Trois Pitons qui englobe une grande partie de la zone du volcan est classé au patrimoine mondial par l'UNESCO.

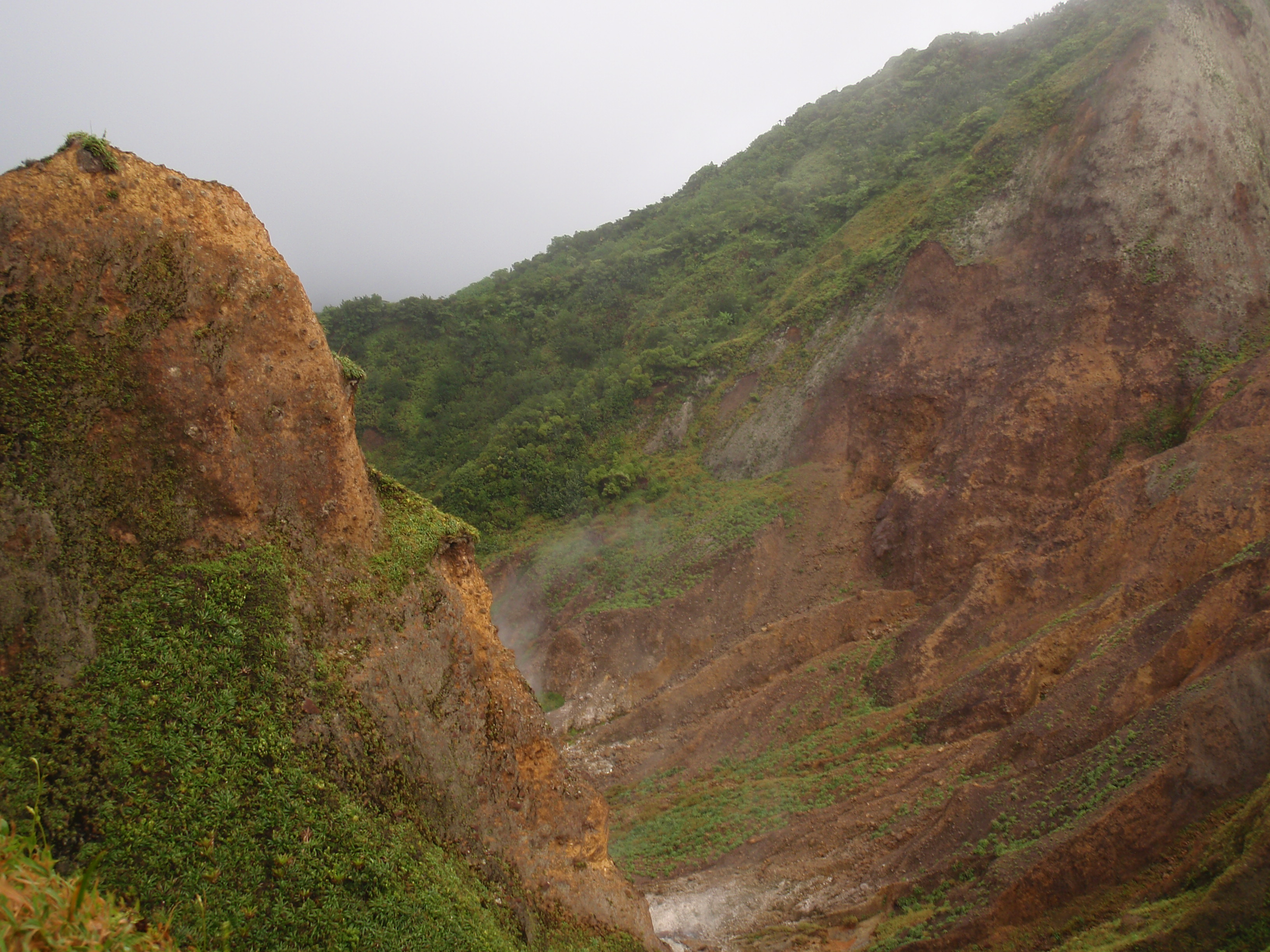
Paysage volcanique de la vallée de la Désolation.

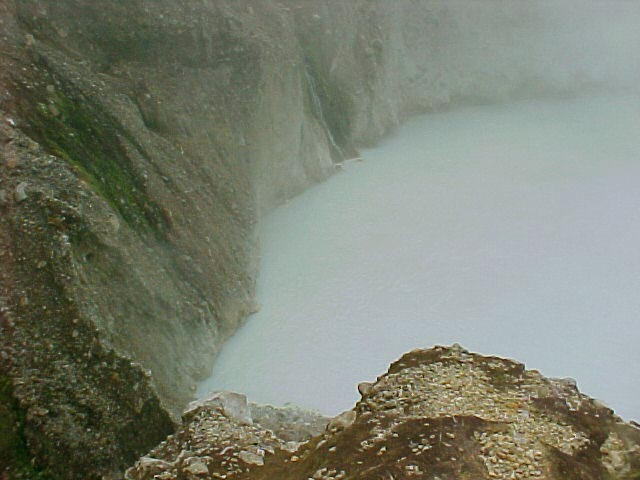
Source chaude sur les pentes du volcan.